# Kortneusbuideldassen
Kortneusbuideldassen (Isoodon) zijn een geslacht van echte buideldassen (Peramelidae) dat voorkomt in Australië en zuidelijk Nieuw-Guinea. De wetenschappelijke naam van het geslacht werd in 1817 gepubliceerd door Anselme Gaëtan Desmarest. Dit geslacht is het nauwst verwant aan de spitsneusbuideldassen (Perameles) en is vroeger ook wel bekend geweest onder de naam Thylacis.

## Kenmerken
Deze buideldassen hebben een relatief korte neus en staart. De bovenkant van het lichaam is grijs tot roodbruin, de onderkant vuilwit tot gelig. De kop-romplengte bedraagt 19 tot 47 centimeter, de staartlengte 8 tot 21 cm en het gewicht 250 tot 3000 gram.

## Leefwijze
Net als andere buideldassen zijn kortneusbuideldassen 's nachts actief, solitair, territoriaal en agressief en leven ze op de grond. Ze graven in de bodem naar voedsel (onder andere geleedpotigen, wortels en fruit).

## Soorten
Er worden vijf soorten in dit geslacht geplaatst:
- Isoodon auratus (Ramsay, 1887) – Gouden kortneusbuideldas (komt voor in noordwestelijk Australië)
- Isoodon fusciventer (Gray, 1841) (komt voor in het zuidwesten van West-Australië)
- Isoodon macrourus (Gould, 1842) – Grote kortneusbuideldas (komt voor in noordelijk en oostelijk Australië en zuidelijk Nieuw-Guinea)
- Isoodon obesulus (Shaw, 1797) – Gewone kortneusbuideldas (komt voor in zuidoostelijk Australië)
- Isoodon peninsulae Thomas, 1922 (komt voor op het Kaap York-schiereiland)